# 大阪府立病院機構
地方独立行政法人大阪府立病院機構（おおさかふりつびょういんきこう）は、2006年4月1日設立の地方独立行政法人である。2022年3月現在、5つの病院を運営している。
本部事務局は大阪国際がんセンターの敷地内にある。2017年4月1日に全5施設の名称を変更した。

## 運営する病院
- 大阪急性期・総合医療センター（旧大阪府立病院、大阪府立急性期・総合医療センター）
- 大阪はびきの医療センター（旧大阪府立結核療養所羽曳野病院、大阪府立羽曳野病院、大阪府立呼吸器・アレルギー医療センター）
- 大阪精神医療センター（旧大阪府立中宮病院、大阪府立精神医療センター）
- 大阪国際がんセンター（旧大阪府立成人病センター）
- 大阪母子医療センター（旧大阪府立母子保健総合医療センター）